# Søren Stryger
Søren Carl Stryger, född 7 februari 1975 i Køge, är en dansk före detta handbollsspelare. Han är vänsterhänt och spelade i anfall som högersexa.

## Karriär
Karriären började spela för klubben Maribo fram till 1996, då han flyttade han till Vrold Skanderborg. Innan han blev proffs Tyskland spelade han två säsonger med GOG Gudme. Från den 1 juli 2001 började han spela för SG Flensburg-Handewitt. 2008 avslutade Stryger sin karriär. han hade då drabbats av en allvarlig knäskada. Han var lagkapten i Flensburg. På 240 Bundesligamatcher gjorde han 1086 mål (249 straffar).Han blev dansk mästare 2000 med GOG och tysk mästare 2004 med SG Flensburg-Handewitt
Søren Stryger gjorde landslagsdebut den 16 januari 1998. Till den 6 februari 2007 spelade han 151 landskamper, och stod för 482 mål. Med danska landslaget vann han tre EM-brons och ett VM-brons.